# Sigurd Rosted
Sigurd Rosted, né le 22 juillet 1994 à Oslo en Norvège, est un footballeur international norvégien. Il joue au poste de défenseur central au Toronto FC en MLS.

## Biographie

### En club

#### Débuts amateurs
Rosted commence sa carrière sous le maillot de Kjelsås, une équipe militante en Division 3 norvégienne. Le 20 avril 2012, il fait ses débuts pour cette équipe, lors d'une victoire 3-1 contre l'équipe réserve du Molde FK. Le 13 août, il marque son premier but, lors d'une victoire 4-2 contre l'équipe réserve de Rosenborg BK. 

#### Débuts professionnels
Le 27 janvier 2015, le Sarpsborg 08 FF officialise l'arrivée de Rosted, lié par un contrat de trois ans. Le 27 septembre de cette même année, il fait ses débuts en première division norvégienne, en remplaçant Simen Brenne lors du match contre l'Odds BK. Il ne disputera qu'un match lors de sa première saison avec le Sarpsborg 08 FF. 
Le 16 juin 2016, Rosted voit son contrat renouvelé avec le Sarpsborg 08 FF jusqu'au 31 décembre 2019. Pour sa deuxième saison, il marque 4 buts en 27 matchs de championnat. 

#### Expérience en Belgique
Le 8 janvier 2018, le club belge de La Gantoise annonce la signature de Rosted, avec un contrat valable jusqu'au 30 juin 2021.

#### Brøndby IF
Le 27 août 2019 Sigurd Rosted rejoint le club danois du Brøndby IF.

#### Au Toronto FC en MLS
Sigurd Rosted quitte l'Europe le 7 février 2023 lorsqu'il est transféré au Toronto FC et signe un contrat de trois ans avec la franchise de Major League Soccer.

### En équipe nationale
Le 31 mai 2016, Rosted est convoqué pour la première fois par Leif Gunnar Smerud, avec l'équipe de Norvège espoirs, en vue d'un match amical contre la Bulgarie espoirs, en remplacement d'Anders Trondsen, blessé. Rosted fait ainsi ses débuts à cette occasion, en remplaçant Bjørn Inge Utvik. Il est également appelé pour les matchs de barrages contre la Serbie espoirs, afin de déterminer quelle équipe se qualifierait pour le Championnat d'Europe espoirs, ou il est aligné lors du match aller.
Le 11 juin 2017, le sélectionneur national norvégien Lars Lagerbäck le convoque avec la Norvège, pour remplacer Tore Reginiussen, en vue du match amical contre la Suède. Malgré cet appel, il ne jouera finalement pas ce match.

## Statistiques
| Saison                | Club                  | Championnat           | Championnat | Championnat | Coupe(s) nationale(s) | Coupe(s) nationale(s) | Compétition(s) continentale(s) | Compétition(s) continentale(s) | Compétition(s) continentale(s) | Total | Total |
| Saison                | Club                  | Division              | M.          | B.          | M.                    | B.                    | Comp.                          | M.                             | B.                             | M.    | B.    |
| 2012                  | Kjelsås Fotball       | 2. divisjon           | 21          | 2           | 2                     | 0                     | -                              | -                              | -                              | 23    | 2     |
| 2013                  | Kjelsås Fotball       | 2. divisjon           | 26          | 2           | 1                     | 0                     | -                              | -                              | -                              | 27    | 2     |
| 2014                  | Kjelsås Fotball       | 2. divisjon           | 24          | 5           | 1                     | 0                     | -                              | -                              | -                              | 25    | 5     |
| Sous-total            | Sous-total            | Sous-total            | 71          | 9           | 4                     | 0                     | -                              | 0                              | 0                              | 75    | 9     |
| 2015                  | Sarpsborg 08 FF       | Tippeligaen           | 1           | 0           | -                     | -                     | -                              | -                              | -                              | 1     | 0     |
| 2016                  | Sarpsborg 08 FF       | Tippeligaen           | 23          | 3           | 3                     | 0                     | -                              | -                              | -                              | 26    | 3     |
| 2017                  | Sarpsborg 08 FF       | Tippeligaen           | 27          | 4           | 6                     | 0                     | -                              | -                              | -                              | 33    | 4     |
| Sous-total            | Sous-total            | Sous-total            | 51          | 7           | 9                     | 0                     | -                              | 0                              | 0                              | 60    | 7     |
| 2017-2018             | La Gantoise           | Jupiler Pro League    | 8           | 0           | -                     | -                     | -                              | -                              | -                              | 8     | 0     |
| 2018-2019             | La Gantoise           | Jupiler Pro League    | 29          | 5           | 5                     | 1                     | C3                             | 4                              | 0                              | 38    | 6     |
| 2019-2020             | La Gantoise           | Jupiler Pro League    | -           | -           | -                     | -                     | C3                             | 1                              | 0                              | 1     | 0     |
| Sous-total            | Sous-total            | Sous-total            | 37          | 5           | 5                     | 1                     | -                              | 5                              | 0                              | 47    | 6     |
| 2019-2020             | Brøndby IF            | Superligaen           | 25          | 1           | 1                     | 0                     | C3                             | -                              | -                              | 26    | 1     |
| 2020-2021             | Brøndby IF            | Superligaen           | 23          | 3           | 2                     | 0                     | -                              | -                              | -                              | 25    | 3     |
| 2021-2022             | Brøndby IF            | Superligaen           | 26          | 1           | 3                     | 0                     | C1+C3                          | 1+6                            | 0                              | 36    | 1     |
| 2022-2023             | Brøndby IF            | Superligaen           | 10          | 0           | 1                     | 0                     | C4                             | 3                              | 0                              | 14    | 0     |
| Sous-total            | Sous-total            | Sous-total            | 84          | 5           | 7                     | 0                     | -                              | 10                             | 0                              | 101   | 5     |
| 2023                  | Toronto FC            | MLS                   | 0           | 0           | 0                     | 0                     | LCup                           | 0                              | 0                              | 0     | 0     |
| Total sur la carrière | Total sur la carrière | Total sur la carrière | 243         | 26          | 25                    | 1                     | -                              | 15                             | 0                              | 283   | 27    |

## Palmarès
Sarpsborg 08 FF
- Finaliste de la Coupe de Norvège en 2017

 La Gantoise
- Finaliste de la Coupe de Belgique en 2019

 Brondby IF
- Champion du Danemark en 2021